# Agasthyagama beddomii
Agasthyagama beddomii — вид ящірок з родини агамових (Agamidae).

## Назва
Вид названо на честь британського натураліста Річарда Генрі Беддоума (1830-1911).

## Поширення
Ендемік Західних Гат на південному сході Індії. Мешкає у тропічних вологих гірських лісах.

## Опис
Тіло завдовжки 4,4 см, хвіст - 7,6 см. Голова покрита лускою з гострим кілем. Лусочки на голові між очима менші і утворюють близько двох-трьох поздовжніх рядів. На верхній і нижній губі є 9 або 10 лусочок. З боків шиї і перед плечем є невеликі ямки. Лусочки на спині неоднакові за розміром, більші утворюють правильні V-подібні позначки з вістрям, зверненим назад, збільшені іноді утворюють правильні шеврони на спині, а вістря повернуто назад. Луска на нижній стороні більша, ніж на верхній. Луска збоку дрібна, але з вкрапленнями великої луски. Луска на верхній стороні ніг велика і кіляста. Хвіст круглий і тонкий, і приблизно вдвічі перевищує довжину голови і тіла. Він покритий килястою лускою. Забарвлення оливково-коричневе з темно-коричневими плямами на спині та кінцівках. Під оком до рота проходить темна коса смуга. Нижня сторона білувата, а у молодих ящірок є коричневе горло.